# Cerkiew św. Aleksandra Newskiego w Aleksandrowie Kujawskim
Cerkiew św. Aleksandra Newskiego (ros. Церковь Александра Невского в Александруве Куявском) – nieistniejąca cerkiew prawosławna w Aleksandrowie Kujawskim, wzniesiona w 1877 i rozebrana w okresie międzywojennym.

## Historia
W 1860 została zbudowana linia kolejowa z Łowicza do granicy prusko-rosyjskiej, która miała być częścią dłuższej linii łączącej Imperium Rosyjskie z Prusami. Na terenie ówczesnego folwarku Białe Błota wybudowano dworzec kolejowy. W tym samym obiekcie znalazła się również komora celna, stacja telegrafu, urząd pocztowy oraz biuro ruchu kolejowego. W początkowym etapie istnienia dworca i komory celnej większość jej pracowników stanowili Polacy. W czasie powstania styczniowego czynnie wspierali oni powstańców, co stało się przyczyną represji wymierzonych w nich jeszcze w czasie walk (czerwiec–lipiec 1863). Polaków zastępowali napływowi pracownicy rosyjscy, wyznawcy prawosławia. Na ich potrzeby w 1876 lub 1877 została wybudowana cerkiew.
Cerkiew została zlokalizowana na placu sąsiadującym z dworcem kolejowym i wzniesiona według projektu synodalnego architekta Trusowa. W 1875 na jej budowę wydzielono 35 tys. rubli z budżetu Imperium Rosyjskiego. Projekt przygotowany dla świątyni został następnie powtórzony przy budowie kolejnych cerkwi na ziemiach polskich: w Grajewie, w Mławie, w Granicy i w Słupcy. W 1879 cerkiew odwiedził car Aleksander II, który spotykał się w Aleksandrowie pogranicznym z cesarzem Wilhelmem I. Wizyta miała ratować spójność sojuszu trzech cesarzy.
Według ks. J. Dębińskiego w czasie I wojny światowej wieża świątyni przewróciła się na dach obiektu, zawalając jego sklepienie. W rezultacie budynek miał stać się niezdatny do użytku. Kiriłł Sokoł i Aleksander Sosna podają, że w latach 20. XX wieku została zniszczona kopuła i dzwonnica cerkwi, następnie rozebrano cały obiekt. Skibińska łączy to wydarzenie z falą rozbiórek cerkwi (lub ich adaptacji na kościoły) w ramach usuwania z przestrzeni publicznej obiektów kojarzących się z zaborcą rosyjskim. Tadeusz Bakalarczyk pisze, iż cerkiew nie była użytkowana od wyjazdu Rosjan w czasie I wojny światowej, zaś decyzja o jej rozebraniu wynikała z fatalnego stanu technicznego porzuconego budynku. Natomiast Ewa Skibińska podaje, iż cerkiew była jeszcze czynna na początku lat 20. XX wieku i była miejscem modlitwy dla prawosławnych Ukraińców osadzonych w Obozie Internowania nr 6. Zofia Waszkiewicz pisze, iż internowani korzystali ze świątyni jedynie do Bożego Narodzenia w r. 1921 (według kalendarza juliańskiego). 7 stycznia tego roku, po zakończonej Świętej Liturgii, Ukraińcy przeszli w pochodzie do obozu, co zostało odczytane jako manifestacja polityczna i sprawiło, że zabroniono im udawania się na nabożeństwa do miasta. Od tej pory miejscem kultu internowanych była jedynie kaplica obozowa.
Część materiału budowlanego pozyskanego po rozbiórce cerkwi wykorzystano przy budowie kamienicy przy ul. Juliusza Słowackiego 7 w Aleksandrowie. Wyposażenie cerkwi udało się jednak w dużej części uratować. Znalazło się ono w kaplicy św. Aleksandra Newskiego urządzonej w pierwotnym domu proboszcza. Jest ona filią parafii prawosławnej w Toruniu.
Cerkiew znajdowała się na gruncie należącym do kolei. Po II wojnie światowej obszar ten został znacjonalizowany. Na miejscu pierwotnej cerkwi, położonej przy dzisiejszej ulicy Wojska Polskiego, znajduje się dziś market.
W 2006 parafia św. Mikołaja w Toruniu wystąpiła do władz Aleksandrowa Kujawskiego o zwrot gruntu, na którym znajdowała się cerkiew.

## Architektura
Wyświęcona w 1877 ceglana cerkiew w Aleksandrowie Kujawskim posiadała dwie kryte blachą kopuły. Większa z nich, wsparta na ośmiobocznym bębnie, znajdowała się nad nawą obiektu. Druga wieńczyła dwukondygnacyjną dzwonnicę z sześcioma miedzianymi dzwonami. Cały budynek zajmował powierzchnię 2800 metrów kwadratowych.